# A Thousand Leaves
Albums de Sonic Youth
SYR3: Invito al Ĉielo
(1998) Silver Session for Jason Knuth
(1998)
A Thousand Leaves est un album du groupe Sonic Youth publié en 1998 sur DGC/Geffen. La version vinyle contient 2 vinyles. Le groupe fait dans cet album de nombreux clins d'œil à la France : le titre du premier morceau (Contre le Sexisme), mais aussi la présence sur le CD de la traduction du titre, « mille-feuille », et l'utilisation de ce mot dans le morceau nommé French Tickler. Cet album se situe chronologiquement pour le groupe dans la période des expérimentations instrumentales des 3 premiers disques SYR ; le groupe annonce d'ailleurs dans un supplément au numéro 150 du magazine Les Inrockuptibles que cet album serait très certainement entièrement instrumental.

## Liste des titres
1. Contre le Sexisme - 3:55
2. Sunday - 4:52
3. Female Mechanic Now on Duty - 7:43
4. Wildflower Soul - 9:04
5. Hoarfrost - 5:01
6. French Tickler - 4:52
7. Hits of Sunshine (For Allen Ginsberg) - 11:05
8. Karen Koltrane - 9:20
9. The Ineffable Me - 5:21
10. Snare, Girl - 6:38
11. Heather Angel - 6:09

## Composition du groupe
- Kim Gordon - Guitare/Basse/Chant
- Thurston Moore - Guitare/Chant
- Lee Ranaldo - Guitare/Chant
- Steve Shelley - Batterie